# Bockshorn (Redensart)
Die Redensart „jemanden ins Bockshorn jagen“ bedeutet so viel wie „jemanden in die Enge treiben, einschüchtern, verunsichern“.

## Ursprung
Die Herkunft der Redensart ist nicht geklärt, es gibt zahlreiche Herleitungsversuche.

### Frühe literarische Belege
Die frühesten literarischen Belege gehen ins 15. Jahrhundert zurück und geben keinen eindeutigen Aufschluss über den Ursprung. Dabei sind die Bedeutungszusammenhänge auch nicht einheitlich. Einzelne Beispiele:
- in einer Festschrift der Sterzinger Fastnachtsspiele: „in ain Pochs horen treiben“
- im Narrenschiff: „Teutschen seindt unverträglich narren / Thun ehe frydienst den ehrengenosz / Dann das man sie in bockshorn stosz“
- in den „Sprichwörtern“ von Sebastian Franck: „drumb solt man nit alle köpf in ein bockshorn begern und zwingen“
- bei Geiler von Kaysersberg: „ich red us keine Bockshorn“
- bei Martin Luther: „Alle Welt ist erschreckt und überpoltert, bis sie endlich in ein Bockshorn gejagt“

Wahrscheinlich liegt es an der Prävalenz der Lutherschen Texte, dass sich „ins Bockshorn jagen“ heute durchgesetzt hat, während Verben wie „zwingen“ und „treiben“ in diesem Zusammenhang nicht mehr auftauchen.

### Erklärungen aus der Sprach-, Bedeutungs- und Brauchgeschichte
Die nachfolgend aufgeführten Erklärungsversuche zum Ursprung sind spekulativ. Schon zu der Zeit, aus der die ältesten verfügbaren Belege stammen, waren die Urform der Redensart und die ursprüngliche Bedeutung nicht mehr bekannt. Fast alle Deutungsversuche gehen davon aus, dass das Bockshorn nichts Angenehmes ist.
- Eine Person auf das Horn eines Bocks zujagen. Dies wirkt umso einschüchternder, wenn man das Bockshorn mit dem Teufelshorn verbindet, was diesen Ursprung zusätzlich nahelegt.
- Die Erklärung, dass bei der Wurstbereitung oder beim Backen das Fleisch/der Teig in ein Horn gestoßen wird, wobei sich hier der Schritt zur heutigen Bedeutung nicht nachvollziehen lässt.
- Bockshorn mit „Bocksstall“ übersetzt: Im schwäbischen Raum gab es wohl für unartige Schüler einen „Bocksstall“, also eine Art Karzer.
- Die Hülsenfrüchte des Bockshorns haben einen sehr unangenehmen Geruch.
- Im Harz gibt es das „Bockshornbrennen“ als Bezeichnung für das Osterfeuer. Dagegen gibt es eine alte Version, die sich „ins Bockshorn kriechen“ nennt, was gegen diese Erklärung spricht. Andererseits: Oster-/Paschafeuer = Paoskefüer (niederdeutsch). Thurn = Turm von abzubrennendem Abfallholz (in den Elbmarschen heißt das Osterfeuer „Osterturm“). Paosk-Thorn → Paoksthorn → Bockshorn?
- Die Justiz, die den Schuldigen seinerzeit gerne in ein Hemd aus Bocksfell gezwängt hat, wenn sie ihm sein Sündenregister vorlesen wollte oder dadurch bestrafte, dass man den Delinquenten in ein Bocksfell nähte und ihn so durch den Ort jagte. Das „Bocksfell“ hieß allerdings „bockeshamo“, woraus dann in späteren Zeiten „Bockshorn“ wurde. Dieser Ursprung ist nicht so unwahrscheinlich, denn auch im Narrenschiff taucht der Begriff so auf.
- Religiöser Bezug: In Flüchen wurde der Name Gottes aus Ehrfurcht nicht genannt, sondern nicht selten zu Box, Potz („Potz-Blitz“) oder ähnlichem entstellt. Gottes Zorn mag also wie Boxhorn (Box-zorn/Botz-zorn) gesprochen worden sein, woraus sich später Bockshorn entwickelte. Quelle für diesen Ursprung: „boxhorn soll dich schänden, du dicke quadratische, viereckete Wampe!“ („Katzipori“ (Michael Lindener), 1588). Zur Popularisierung dieses Fluches trug sicherlich der Bezug Teufel/Bock bei.